# Caputia
 Caputia   B.Nord. & Pelser, 2012 è un genere di piante angiosperme dicotiledoni della famiglia delle Asteraceae (sottofamiglia Asteroideae).

## Etimologia
L'etimologia del genere deriva da un vecchio nome geografico (Caput bonae spei ) e indica l'areale tipico per le specie di questo genere.
Il nome scientifico del genere è stato definito dai botanici Rune Bertil Nordenstam (1936-) e Pieter B. Pelser nella pubblicazione " Compositae Newsletter. Stockholm" ( Compositae Newslett. 50: 59 (2012)) del 2012.

## Descrizione
Habitus. Le specie di questo genere hanno un habitus di tipo erbaceo robusto perenne, oppure arbustivo.
Radici. Le radici sono secondarie da rizoma; i rizomi in genere sono spessi.
Fusto. La parte aerea in genere è eretta, semplice o ramosa.
Foglie. Le foglie sono cauline disposte in modo alternato e sono sessili. Il contorno della lamina è intero con margini grossolanamente dentato-seghettati. La consistenza della foglia varia da carnosa a succulenta. La superficie è glabra oppure tomentosa.
Infiorescenza. Le sinflorescenze sono composte da diversi grandi capolini raccolti in formazioni corimbose o tirsoidi. Le infiorescenze vere e proprie sono formate da un capolino peduncolato di tipo radiato o discoide. Alla base dell'involucro (la struttura principale del capolino) può essere presente un calice formato da alcune brattee fogliacee. I capolini sono formati da un involucro, con forme tipo coppa, composto da 8 - 13 brattee, al cui interno un ricettacolo fa da base ai fiori di due tipi: quelli esterni del raggio e quelli più interni del disco. Le brattee, glabre o pelose, sono disposte in modo più o meno embricato su una sola serie e possono essere connate alla base. Il ricettacolo, a volte alveolato, è nudo (senza pagliette a protezione della base dei fiori); la forma è piatta.
Fiori. I fiori (fiori del raggio: da 0 a 8 - 13; fiori del disco: numerosi) sono tetra-ciclici (formati cioè da 4 verticilli: calice – corolla – androceo – gineceo) e pentameri (calice e corolla formati da 5 elementi). Sono inoltre ermafroditi, più precisamente i fiori del raggio (quelli ligulati e zigomorfi) sono femminili; mentre quelli del disco centrale (tubulosi e actinomorfi) sono bisessuali o a volte funzionalmente maschili.
- Formula fiorale:

*/x K {\displaystyle \infty }, [C (5), A (5)], G 2 (infero), achenio
- Calice: i sepali del calice sono ridotti ad una coroncina di squame.
- Corolla: nella parte inferiore i petali della corolla sono saldati insieme e formano un tubo. In particolare le corolle dei fiori del disco centrale (tubulosi) terminano con delle fauci dilatate a raggiera con cinque lobi triangolari-ovati più o meno patenti (la superficie può essere papillosa). Nella corolla dei fiori periferici (ligulati) il tubo si trasforma in un prolungamento filiforme, terminante più o meno con cinque dentelli. Il colore delle corolle è giallo.
- Androceo: gli stami sono 5 con dei filamenti liberi. La parte basale del collare dei filamenti è subcilindrica (o debolmente balaustriforme). Le antere invece sono saldate fra di loro e formano un manicotto che circonda lo stilo. Le antere sono brevemente sagittate o anche minutamente auricolate; a volte sono presenti delle appendici apicali che possono avere varie forme (principalmente lanceolate). La struttura delle antere è di tipo tetrasporangiato, raramente sono bisporangiate. Il tessuto endoteciale è polarizzato ma anche radiale. Il polline è tricolporato (tipo "helianthoid").[11]
- Gineceo: lo stilo è biforcato con due stigmi nella parte apicale. Gli stigmi hanno una forma subtroncata; possono essere ricoperti da minute papille o avere dei penicilli apicali. Le superfici stigmatiche sono continue. L'ovario è infero uniloculare formato da 2 carpelli.

Frutti. I frutti sono degli acheni con pappo. La forma degli acheni è ellissoide-oblunga (compressa o affusolata); la superficie è percorsa da diverse coste longitudinali e può essere glabra o pubescente (con pochi tricomi sparsi). In alcuni casi sono presenti alcuni canali resiniferi. Non sempre il carpoforo è distinguibile. Il pappo è formato da numerose setole barbate, bianche e persistenti.

## Biologia
Impollinazione: l'impollinazione avviene tramite insetti (impollinazione entomogama tramite farfalle diurne e notturne).

Riproduzione: la fecondazione avviene fondamentalmente tramite l'impollinazione dei fiori (vedi sopra).

Dispersione: i semi (gli acheni) cadendo a terra sono successivamente dispersi soprattutto da insetti tipo formiche (disseminazione mirmecoria). In questo tipo di piante avviene anche un altro tipo di dispersione: zoocoria. Infatti gli uncini delle brattee dell'involucro (se presenti) si agganciano ai peli degli animali di passaggio disperdendo così anche su lunghe distanze i semi della pianta. Inoltre per merito del pappo il vento può trasportare i semi anche a distanza di alcuni chilometri (disseminazione anemocora).

## Distribuzione e habitat
Le specie di questo genere sono distribuite in Sudafrica.

## Tassonomia
La famiglia di appartenenza di questa voce (Asteraceae o Compositae, nomen conservandum) probabilmente originaria del Sud America, è la più numerosa del mondo vegetale, comprende oltre 23.000 specie distribuite su 1.535 generi, oppure 22.750 specie e 1.530 generi secondo altre fonti (una delle checklist più aggiornata elenca fino a 1.679 generi). La famiglia attualmente (2021) è divisa in 16 sottofamiglie; la sottofamiglia Asteroideae è una di queste e rappresenta l'evoluzione più recente di tutta la famiglia.

### Filogenesi
Il genere di questa voce è descritto nella sottotribù Brachyglottidinae della tribù Senecioneae (una delle 21 tribù della sottofamiglia Asteroideae). La sottotribù, dopo le analisi di tipo filogenetico sul DNA del plastidio (Pelser et al., 2007), è risultata in posizione politomica insieme alle sottotribù Tussilagininae, Chersodominae e il "gruppo fratello" formato dalle sottotribù Othonninae e Senecioninae. La monofilia della Brachyglottidinae è ben supportata dalle analisi di tipo filogenetico del DNA e include il subclade australiano formato dalla maggior parte dei generi della sottotribù; a questo clade vanno aggiunti alcuni generi isolati geograficamente (Sudamerica e Sudafrica).
Il genere della specie di questa voce, nell'ambito della filogenesi della sottotribù, è in posizione "basale" ed è "fratello" del resto della sottotribù (insieme formano un "gruppo fratello"). Il cladogramma tratto dallo studio citato mostra l'attuale conoscenza della struttura filogenetica della sottotribù e del genere Caputia.
|  | \| \| Traversia, Brachyglottis-3 \| \| \| \| \| \| Centropappus, Bedfordia \| \| \| \| |
|  |                                                                                        |
|  | Haastia, Brachyglottis-4                                                               |
|  |                                                                                        |
|  | Traversia, Brachyglottis-3                                                             |
|  |                                                                                        |
|  | Centropappus, Bedfordia                                                                |
|  |                                                                                        |

|  | Traversia, Brachyglottis-3 |
|  |                            |
|  | Centropappus, Bedfordia    |
|  |                            |

|  | \| \| Traversia, Brachyglottis-3 \| \| \| \| \| \| Centropappus, Bedfordia \| \| \| \| |
|  |                                                                                        |
|  | Haastia, Brachyglottis-4                                                               |
|  |                                                                                        |
|  | Traversia, Brachyglottis-3                                                             |
|  |                                                                                        |
|  | Centropappus, Bedfordia                                                                |
|  |                                                                                        |

|  | Traversia, Brachyglottis-3 |
|  |                            |
|  | Centropappus, Bedfordia    |
|  |                            |

|  | \| \| Traversia, Brachyglottis-3 \| \| \| \| \| \| Centropappus, Bedfordia \| \| \| \| |
|  |                                                                                        |
|  | Haastia, Brachyglottis-4                                                               |
|  |                                                                                        |
|  | Traversia, Brachyglottis-3                                                             |
|  |                                                                                        |
|  | Centropappus, Bedfordia                                                                |
|  |                                                                                        |

|  | Traversia, Brachyglottis-3 |
|  |                            |
|  | Centropappus, Bedfordia    |
|  |                            |

|  | \| \| Traversia, Brachyglottis-3 \| \| \| \| \| \| Centropappus, Bedfordia \| \| \| \| |
|  |                                                                                        |
|  | Haastia, Brachyglottis-4                                                               |
|  |                                                                                        |
|  | Traversia, Brachyglottis-3                                                             |
|  |                                                                                        |
|  | Centropappus, Bedfordia                                                                |
|  |                                                                                        |

|  | Traversia, Brachyglottis-3 |
|  |                            |
|  | Centropappus, Bedfordia    |
|  |                            |

|  | \| \| Traversia, Brachyglottis-3 \| \| \| \| \| \| Centropappus, Bedfordia \| \| \| \| |
|  |                                                                                        |
|  | Haastia, Brachyglottis-4                                                               |
|  |                                                                                        |
|  | Traversia, Brachyglottis-3                                                             |
|  |                                                                                        |
|  | Centropappus, Bedfordia                                                                |
|  |                                                                                        |

|  | Traversia, Brachyglottis-3 |
|  |                            |
|  | Centropappus, Bedfordia    |
|  |                            |

|  | \| \| Traversia, Brachyglottis-3 \| \| \| \| \| \| Centropappus, Bedfordia \| \| \| \| |
|  |                                                                                        |
|  | Haastia, Brachyglottis-4                                                               |
|  |                                                                                        |
|  | Traversia, Brachyglottis-3                                                             |
|  |                                                                                        |
|  | Centropappus, Bedfordia                                                                |
|  |                                                                                        |

|  | Traversia, Brachyglottis-3 |
|  |                            |
|  | Centropappus, Bedfordia    |
|  |                            |

|  | \| \| Traversia, Brachyglottis-3 \| \| \| \| \| \| Centropappus, Bedfordia \| \| \| \| |
|  |                                                                                        |
|  | Haastia, Brachyglottis-4                                                               |
|  |                                                                                        |
|  | Traversia, Brachyglottis-3                                                             |
|  |                                                                                        |
|  | Centropappus, Bedfordia                                                                |
|  |                                                                                        |

|  | Traversia, Brachyglottis-3 |
|  |                            |
|  | Centropappus, Bedfordia    |
|  |                            |

|  | \| \| Traversia, Brachyglottis-3 \| \| \| \| \| \| Centropappus, Bedfordia \| \| \| \| |
|  |                                                                                        |
|  | Haastia, Brachyglottis-4                                                               |
|  |                                                                                        |
|  | Traversia, Brachyglottis-3                                                             |
|  |                                                                                        |
|  | Centropappus, Bedfordia                                                                |
|  |                                                                                        |

|  | Traversia, Brachyglottis-3 |
|  |                            |
|  | Centropappus, Bedfordia    |
|  |                            |

|  | \| \| Traversia, Brachyglottis-3 \| \| \| \| \| \| Centropappus, Bedfordia \| \| \| \| |
|  |                                                                                        |
|  | Haastia, Brachyglottis-4                                                               |
|  |                                                                                        |
|  | Traversia, Brachyglottis-3                                                             |
|  |                                                                                        |
|  | Centropappus, Bedfordia                                                                |
|  |                                                                                        |

|  | Traversia, Brachyglottis-3 |
|  |                            |
|  | Centropappus, Bedfordia    |
|  |                            |

|  | \| \| Traversia, Brachyglottis-3 \| \| \| \| \| \| Centropappus, Bedfordia \| \| \| \| |
|  |                                                                                        |
|  | Haastia, Brachyglottis-4                                                               |
|  |                                                                                        |
|  | Traversia, Brachyglottis-3                                                             |
|  |                                                                                        |
|  | Centropappus, Bedfordia                                                                |
|  |                                                                                        |

|  | Traversia, Brachyglottis-3 |
|  |                            |
|  | Centropappus, Bedfordia    |
|  |                            |

|  | \| \| Traversia, Brachyglottis-3 \| \| \| \| \| \| Centropappus, Bedfordia \| \| \| \| |
|  |                                                                                        |
|  | Haastia, Brachyglottis-4                                                               |
|  |                                                                                        |
|  | Traversia, Brachyglottis-3                                                             |
|  |                                                                                        |
|  | Centropappus, Bedfordia                                                                |
|  |                                                                                        |

|  | Traversia, Brachyglottis-3 |
|  |                            |
|  | Centropappus, Bedfordia    |
|  |                            |

|  | \| \| Traversia, Brachyglottis-3 \| \| \| \| \| \| Centropappus, Bedfordia \| \| \| \| |
|  |                                                                                        |
|  | Haastia, Brachyglottis-4                                                               |
|  |                                                                                        |
|  | Traversia, Brachyglottis-3                                                             |
|  |                                                                                        |
|  | Centropappus, Bedfordia                                                                |
|  |                                                                                        |

|  | Traversia, Brachyglottis-3 |
|  |                            |
|  | Centropappus, Bedfordia    |
|  |                            |

|  | \| \| Traversia, Brachyglottis-3 \| \| \| \| \| \| Centropappus, Bedfordia \| \| \| \| |
|  |                                                                                        |
|  | Haastia, Brachyglottis-4                                                               |
|  |                                                                                        |
|  | Traversia, Brachyglottis-3                                                             |
|  |                                                                                        |
|  | Centropappus, Bedfordia                                                                |
|  |                                                                                        |

|  | Traversia, Brachyglottis-3 |
|  |                            |
|  | Centropappus, Bedfordia    |
|  |                            |

|  | \| \| Traversia, Brachyglottis-3 \| \| \| \| \| \| Centropappus, Bedfordia \| \| \| \| |
|  |                                                                                        |
|  | Haastia, Brachyglottis-4                                                               |
|  |                                                                                        |
|  | Traversia, Brachyglottis-3                                                             |
|  |                                                                                        |
|  | Centropappus, Bedfordia                                                                |
|  |                                                                                        |

|  | Traversia, Brachyglottis-3 |
|  |                            |
|  | Centropappus, Bedfordia    |
|  |                            |

|  | \| \| Traversia, Brachyglottis-3 \| \| \| \| \| \| Centropappus, Bedfordia \| \| \| \| |
|  |                                                                                        |
|  | Haastia, Brachyglottis-4                                                               |
|  |                                                                                        |
|  | Traversia, Brachyglottis-3                                                             |
|  |                                                                                        |
|  | Centropappus, Bedfordia                                                                |
|  |                                                                                        |

|  | Traversia, Brachyglottis-3 |
|  |                            |
|  | Centropappus, Bedfordia    |
|  |                            |

|  | \| \| Traversia, Brachyglottis-3 \| \| \| \| \| \| Centropappus, Bedfordia \| \| \| \| |
|  |                                                                                        |
|  | Haastia, Brachyglottis-4                                                               |
|  |                                                                                        |
|  | Traversia, Brachyglottis-3                                                             |
|  |                                                                                        |
|  | Centropappus, Bedfordia                                                                |
|  |                                                                                        |

|  | Traversia, Brachyglottis-3 |
|  |                            |
|  | Centropappus, Bedfordia    |
|  |                            |

|  | \| \| Traversia, Brachyglottis-3 \| \| \| \| \| \| Centropappus, Bedfordia \| \| \| \| |
|  |                                                                                        |
|  | Haastia, Brachyglottis-4                                                               |
|  |                                                                                        |
|  | Traversia, Brachyglottis-3                                                             |
|  |                                                                                        |
|  | Centropappus, Bedfordia                                                                |
|  |                                                                                        |

|  | Traversia, Brachyglottis-3 |
|  |                            |
|  | Centropappus, Bedfordia    |
|  |                            |

|  | \| \| Traversia, Brachyglottis-3 \| \| \| \| \| \| Centropappus, Bedfordia \| \| \| \| |
|  |                                                                                        |
|  | Haastia, Brachyglottis-4                                                               |
|  |                                                                                        |
|  | Traversia, Brachyglottis-3                                                             |
|  |                                                                                        |
|  | Centropappus, Bedfordia                                                                |
|  |                                                                                        |

|  | Traversia, Brachyglottis-3 |
|  |                            |
|  | Centropappus, Bedfordia    |
|  |                            |

|  | \| \| Traversia, Brachyglottis-3 \| \| \| \| \| \| Centropappus, Bedfordia \| \| \| \| |
|  |                                                                                        |
|  | Haastia, Brachyglottis-4                                                               |
|  |                                                                                        |
|  | Traversia, Brachyglottis-3                                                             |
|  |                                                                                        |
|  | Centropappus, Bedfordia                                                                |
|  |                                                                                        |

|  | Traversia, Brachyglottis-3 |
|  |                            |
|  | Centropappus, Bedfordia    |
|  |                            |

|  | \| \| Traversia, Brachyglottis-3 \| \| \| \| \| \| Centropappus, Bedfordia \| \| \| \| |
|  |                                                                                        |
|  | Haastia, Brachyglottis-4                                                               |
|  |                                                                                        |
|  | Traversia, Brachyglottis-3                                                             |
|  |                                                                                        |
|  | Centropappus, Bedfordia                                                                |
|  |                                                                                        |

|  | Traversia, Brachyglottis-3 |
|  |                            |
|  | Centropappus, Bedfordia    |
|  |                            |

|  | \| \| Traversia, Brachyglottis-3 \| \| \| \| \| \| Centropappus, Bedfordia \| \| \| \| |
|  |                                                                                        |
|  | Haastia, Brachyglottis-4                                                               |
|  |                                                                                        |
|  | Traversia, Brachyglottis-3                                                             |
|  |                                                                                        |
|  | Centropappus, Bedfordia                                                                |
|  |                                                                                        |

|  | Traversia, Brachyglottis-3 |
|  |                            |
|  | Centropappus, Bedfordia    |
|  |                            |

|  | \| \| Traversia, Brachyglottis-3 \| \| \| \| \| \| Centropappus, Bedfordia \| \| \| \| |
|  |                                                                                        |
|  | Haastia, Brachyglottis-4                                                               |
|  |                                                                                        |
|  | Traversia, Brachyglottis-3                                                             |
|  |                                                                                        |
|  | Centropappus, Bedfordia                                                                |
|  |                                                                                        |

|  | Traversia, Brachyglottis-3 |
|  |                            |
|  | Centropappus, Bedfordia    |
|  |                            |

|  | \| \| Traversia, Brachyglottis-3 \| \| \| \| \| \| Centropappus, Bedfordia \| \| \| \| |
|  |                                                                                        |
|  | Haastia, Brachyglottis-4                                                               |
|  |                                                                                        |
|  | Traversia, Brachyglottis-3                                                             |
|  |                                                                                        |
|  | Centropappus, Bedfordia                                                                |
|  |                                                                                        |

|  | Traversia, Brachyglottis-3 |
|  |                            |
|  | Centropappus, Bedfordia    |
|  |                            |

|  | \| \| Traversia, Brachyglottis-3 \| \| \| \| \| \| Centropappus, Bedfordia \| \| \| \| |
|  |                                                                                        |
|  | Haastia, Brachyglottis-4                                                               |
|  |                                                                                        |
|  | Traversia, Brachyglottis-3                                                             |
|  |                                                                                        |
|  | Centropappus, Bedfordia                                                                |
|  |                                                                                        |

|  | Traversia, Brachyglottis-3 |
|  |                            |
|  | Centropappus, Bedfordia    |
|  |                            |

|  | \| \| Traversia, Brachyglottis-3 \| \| \| \| \| \| Centropappus, Bedfordia \| \| \| \| |
|  |                                                                                        |
|  | Haastia, Brachyglottis-4                                                               |
|  |                                                                                        |
|  | Traversia, Brachyglottis-3                                                             |
|  |                                                                                        |
|  | Centropappus, Bedfordia                                                                |
|  |                                                                                        |

|  | Traversia, Brachyglottis-3 |
|  |                            |
|  | Centropappus, Bedfordia    |
|  |                            |

|  | \| \| Traversia, Brachyglottis-3 \| \| \| \| \| \| Centropappus, Bedfordia \| \| \| \| |
|  |                                                                                        |
|  | Haastia, Brachyglottis-4                                                               |
|  |                                                                                        |
|  | Traversia, Brachyglottis-3                                                             |
|  |                                                                                        |
|  | Centropappus, Bedfordia                                                                |
|  |                                                                                        |

|  | Traversia, Brachyglottis-3 |
|  |                            |
|  | Centropappus, Bedfordia    |
|  |                            |

|  | \| \| Traversia, Brachyglottis-3 \| \| \| \| \| \| Centropappus, Bedfordia \| \| \| \| |
|  |                                                                                        |
|  | Haastia, Brachyglottis-4                                                               |
|  |                                                                                        |
|  | Traversia, Brachyglottis-3                                                             |
|  |                                                                                        |
|  | Centropappus, Bedfordia                                                                |
|  |                                                                                        |

|  | Traversia, Brachyglottis-3 |
|  |                            |
|  | Centropappus, Bedfordia    |
|  |                            |

|  | \| \| Traversia, Brachyglottis-3 \| \| \| \| \| \| Centropappus, Bedfordia \| \| \| \| |
|  |                                                                                        |
|  | Haastia, Brachyglottis-4                                                               |
|  |                                                                                        |
|  | Traversia, Brachyglottis-3                                                             |
|  |                                                                                        |
|  | Centropappus, Bedfordia                                                                |
|  |                                                                                        |

|  | Traversia, Brachyglottis-3 |
|  |                            |
|  | Centropappus, Bedfordia    |
|  |                            |

|  | \| \| Traversia, Brachyglottis-3 \| \| \| \| \| \| Centropappus, Bedfordia \| \| \| \| |
|  |                                                                                        |
|  | Haastia, Brachyglottis-4                                                               |
|  |                                                                                        |
|  | Traversia, Brachyglottis-3                                                             |
|  |                                                                                        |
|  | Centropappus, Bedfordia                                                                |
|  |                                                                                        |

|  | Traversia, Brachyglottis-3 |
|  |                            |
|  | Centropappus, Bedfordia    |
|  |                            |

|  | \| \| Traversia, Brachyglottis-3 \| \| \| \| \| \| Centropappus, Bedfordia \| \| \| \| |
|  |                                                                                        |
|  | Haastia, Brachyglottis-4                                                               |
|  |                                                                                        |
|  | Traversia, Brachyglottis-3                                                             |
|  |                                                                                        |
|  | Centropappus, Bedfordia                                                                |
|  |                                                                                        |

|  | Traversia, Brachyglottis-3 |
|  |                            |
|  | Centropappus, Bedfordia    |
|  |                            |

|  | \| \| Traversia, Brachyglottis-3 \| \| \| \| \| \| Centropappus, Bedfordia \| \| \| \| |
|  |                                                                                        |
|  | Haastia, Brachyglottis-4                                                               |
|  |                                                                                        |
|  | Traversia, Brachyglottis-3                                                             |
|  |                                                                                        |
|  | Centropappus, Bedfordia                                                                |
|  |                                                                                        |

|  | Traversia, Brachyglottis-3 |
|  |                            |
|  | Centropappus, Bedfordia    |
|  |                            |

|  | \| \| Traversia, Brachyglottis-3 \| \| \| \| \| \| Centropappus, Bedfordia \| \| \| \| |
|  |                                                                                        |
|  | Haastia, Brachyglottis-4                                                               |
|  |                                                                                        |
|  | Traversia, Brachyglottis-3                                                             |
|  |                                                                                        |
|  | Centropappus, Bedfordia                                                                |
|  |                                                                                        |

|  | Traversia, Brachyglottis-3 |
|  |                            |
|  | Centropappus, Bedfordia    |
|  |                            |

I caratteri distintivi del genere  Caputia  sono:
- le foglie sono carnose e succulente;
- ha dei caratteri intermedi tra i tussilaginoidi e senecioidi:
- l'origine del genere è potenzialmente di ibrida con caratteri intermedi.

Il numero cromosomico delle specie di questo genere è: 2n = 20.

### Elenco delle specie
Questo genere ha 5 specie:
- Caputia medley-woodii (Hutch.) B.Nord. & Pelser
- Caputia oribiensis  (van Jaarsv.) J.C.Manning
- Caputia pyramidata  (DC.) B.Nord. & Pelser
- Caputia scaposa  (DC.) B.Nord. & Pelser
- Caputia tomentosa  (Haw.) B.Nord. & Pelser